# Пыёлдино (сельское поселение)
Пыёлдино — административно-территориальная единица (административная территория село с подчинённой ему территорией) и муниципальное образование (сельское поселение с полным официальным наименованием муниципальное образование сельского поселения «Пыёлдино») в составе муниципального района Сысольского в Республике Коми Российской Федерации.
Административный центр — село Пыёлдино.

## История
Статус и границы административной территории установлены Законом Республики Коми от 6 марта 2006 года № 13-РЗ «Об административно-территориальном устройстве Республики Коми».
Статус и границы сельского поселения установлены Законом Республики Коми от 5 марта 2005 года № 11-РЗ «О территориальной организации местного самоуправления в Республике Коми».

## Население
| 2010 | 2011 | 2012 | 2013 | 2014 | 2015 | 2016 |
| ---- | ---- | ---- | ---- | ---- | ---- | ---- |
| 619  | ↘613 | ↘594 | ↗604 | ↗616 | ↘608 | ↘576 |
| 2017 | 2018 | 2019 | 2020 | 2021 |      |      |
| ↘556 | ↘546 | ↘512 | ↘508 | ↘489 |      |      |

## Состав
Состав административной территории и сельского поселения:
| № | Населённый пункт | Тип населённого пункта       | Население |
| - | ---------------- | ---------------------------- | --------- |
| 1 | Бортом           | деревня                      | 93        |
| 2 | Волокпом         | деревня                      | 25        |
| 3 | Кузивансикт      | деревня                      | 71        |
| 4 | Озынпом          | деревня                      | 24        |
| 5 | Пыёлдино         | село, административный центр | 243       |
| 6 | Раевсикт         | деревня                      | 30        |
| 7 | Теплой           | деревня                      | 77        |
| 8 | Тяпорсикт        | деревня                      | 52        |
| 9 | Юманьсикт        | деревня                      | 4         |